# ふたご座イータ星
ふたご座η星は、ふたご座の恒星で3等星。

## 特徴
およそ232.9日の周期で3.15等から3.9等まで変光する半規則型変光星の巨星であり、また伴星による掩蔽で変光するアルゴル型変光星でもある。主星のA星と2つの伴星からなる連星で、B星は6等星、もう1つの伴星は9等星でG型の巨星と考えられている。
1781年にウィリアム・ハーシェルが天王星を発見したのはこの恒星の近くである。

## 名称
学名はη Geminorum (略称はη Gem)。固有名のプロプス (Propus) は、「前足」を意味するギリシャ語 προρους を由来とする。トレミーが「アルマゲスト」の中でこの星についてこの言葉を使って記述していることによる。2016年7月20日、国際天文学連合の恒星の固有名に関するワーキンググループは、Propus をふたご座η星Aの固有名として正式に承認した。